# Orgel der Alexanderkirche (Marbach am Neckar)
Die Orgel der Alexanderkirche in Marbach am Neckar wurde 1868 von Louis Voit & Söhne für die Ladenburger St.-Gallus-Kirche erbaut und befindet sich seit Anfang der 2000er Jahre am heutigen Ort. Sie ist die letzte noch erhaltene dreimanualige Voit-Orgel mit mechanischer Spiel- und Registertraktur aus der Zeit der Hochromantik. Das Instrument verfügt über 41 Register, verteilt auf drei Manuale und Pedal.

## Baugeschichte

### Neubau durch Voit 1868
Die Orgel wurde 1868 von der Durlacher Orgelmanufaktur Louis Voit & Söhne hat für die St.-Gallus-Kirche in Ladenburg gebaut. Im Lauf der Zeit erfuhr das Instrument viele Änderungen; dabei gingen rund 30 % des Pfeifenwerks, die Mechanik inklusive Spieltisch sowie das neugotische Schnitzwerk verloren. Allerdings blieben wesentliche Teile der Orgel original erhalten (alle Windladen, das Gehäuse mit Ausnahme der neugotischen Schnitzereien, rund 70 % des Pfeifenwerkes, Teile des Lagerwerks und der Windanlage). Diese Teile wurden nach dem Ausbau der Orgel aus der Ladenburger Kirche im Rastatter Depot des Landesamtes für Denkmalschutz eingelagert.

### Umsetzung und Restaurierung 2002–2005
Die Evangelische Kirchengemeinde Marbach übernahm die Orgel und beauftragte die Orgelbaufirma Freiburger Orgelbau Hartwig Späth mit der Restaurierung und Teilrekonstruktion der Voit-Orgel. In den Jahren 2002 bis 2005 wurden das Instrument restauriert und fehlende Teile nach altem Vorbild (Voit-Orgel in Weidenthal/Pfalz u. a.) rekonstruiert. Die Restaurierung wurde von der Werkstatt Freiburger Orgelbau Hartwig und Tilmann Späth ausgeführt (Restaurierung: Claus-Uwe Lindl, Intonation: Reiner Janke, Restaurierung und Ergänzung der farbigen Überfassung des Gehäuses: Fa. Herbert Eninger, Unterwaldhausen).
Die Arbeiten wurden durch das Land Baden-Württemberg und die Denkmalstiftung Baden-Württemberg finanziell gefördert.

## Disposition seit 2005
| I Hauptwerk C–f3 |                |        |
| 1.               | Bourdon        | 16′    |
| 2.               | Principal      | 8′     |
| 3.               | Viola da Gamba | 8′     |
| 4.               | Flöte          | 8′     |
| 5.               | Gedeckt        | 8′     |
| 6.               | Quinte         | 5 1⁄3′ |
| 7.               | Octave         | 4′     |
| 8.               | Gemshorn       | 4′     |
| 9.               | Waldflöte      | 4′     |
| 10.              | Octave         | 2′     |
| 11.              | Cornet III–V   | 8′     |
| 12.              | Mixtur IV      | 2′     |
| 13.              | Trompete       | 8′     |

| II Unterwerk C–f3 |                |       |
| 31.               | Quintatön      | 16′   |
| 32.               | Principal      | 8′    |
| 33.               | Salicional     | 8′    |
| 34.               | Fugara         | 8′    |
| 35.               | Liebl. Gedeckt | 8′    |
| 36.               | Octave         | 4′    |
| 37.               | Dolce          | 4′    |
| 38.               | Hohlflöte      | 4′    |
| 39.               | Acuta IV       | 2 ⁄3′ |
| 40.               | Bifara (ab c0) | 8′    |
| 41.               | Harmonica      | 8′    |

| III Oberwerk C–f3 |                       |       |
| 22.               | Hohlflöte             | 8′    |
| 23.               | Flöte travers         | 8′    |
| 24.               | Stillgedeckt          | 8′    |
| 25.               | Aeoline               | 8′    |
| 26.               | Flauto amabile        | 4′    |
| 27.               | Rohrflöte             | 4′    |
| 28.               | Flautino              | 2′    |
| 29.               | Cornetino III (ab g0) | 2 ⁄3′ |
| 30.               | Vox humana            | 8′    |

| Pedal C–d1 |             |         |
| 14.        | Violonbass  | 16′     |
| 15.        | Subbas      | 16′     |
| 16.        | Quintbass   | 10 2⁄3′ |
| 17.        | Octavbass   | 8′      |
| 18.        | Flötbass    | 8′      |
| 19.        | Violoncello | 8′      |
| 20.        | Posaunbass  | 16′     |
| 21.        | Clairon     | 4′      |

- Koppeln: II/I, III/II (koppelt zu I durch), I/P, II/P, III/P.
- Spielhilfen: Elektronische Setzer-Anlage.

Anmerkungen
1. ↑  C–a im Prospekt.
2. ↑  C–A im Prospekt.
3. ↑  Schwellbar.

## Technische Daten
- 41 Register
- Windlade: Kegellade
- Spieltisch(e):
  - Freistehend/Spielschrank
  - 3 Manuale
  - Pedal: Parallel-Pedal, flach
- Traktur:
  - Tontrakur: mechanisch
  - Registertraktur: mechanisch
- Stimmung:
  - Höhe a1= 435 Hz

## Aufnahmen/Tonträger
- Licht im Stein: Glocken, Orgel und Bläser aus der Alexanderkirche in Marbach am Neckar. 2006, Verein zur Erhaltung der Alexanderkirche Marbach am Neckar e. V./Bauer Studios, CD (Rezitation: Dorothee Roth, Orgel: Hermann Toursel mit Rune Elmedhed: Die Schöpfung singt – Drei Meditationen für Orgel).